# Georges-François Hirsch
Pour les articles homonymes, voir Hirsch.
Georges-François Hirsch, né le 5 octobre 1944 à Paris, est un directeur de scènes français.
Il est le fils de Georges Hirsch (1895-1974), administrateur de la Réunion des théâtres lyriques nationaux. 
Il est codirecteur de l'Opéra de Paris (1981-1983), directeur général du théâtre des Champs-Élysées à Paris (1983-1990). Il est directeur du Festival de Carcassonne en 1989. Il est administrateur général de l'Opéra Bastille à son ouverture (1989), puis de l'ensemble de l'Opéra de Paris de 1991 à 1992. Il est directeur général de l'Orchestre de Paris de 1996 à 2008.
Il occupe par ailleurs diverses fonctions administratives : membre du Conseil supérieur de l'audiovisuel de 1993 à 1996, directeur de la musique, du théâtre, de la danse et des spectacles au ministère de la Culture de 2008 à 2010. 
Il devient le 13 janvier 2010 le premier directeur général de la Création artistique au même ministère. Michel Orier lui succède le 1er septembre 2012.
Étant membre du conseil de l'ordre des Arts et des Lettres, il est ex officio commandeur de l'ordre des Arts et des Lettres.